# Men's JOKER
Men's JOKER（メンズジョーカー）はKKベストセラーズ社発行の、日本の男性向けファッション誌である。2004年4月創刊。2019年2月9日発売の3月号をもって休刊。

## 概要
「ONとOFFをスタイリッシュにする男の『切り札』マガジン」をモットーにし、20代前半～30代の社会人をターゲット読者層としている。
雑誌傾向としてはハリウッドスターなどのセレブファッションを手本とし、先鋭的になりすぎないモード系とコンサバファッションの中間を提示している。GAPやユニクロなどの廉価ブランドの商品も扱うが、掲載ブランドは比較的価格帯が高めの物が多い。